# Nicotina
Nicotina é uma droga psicoativa, alcaloide básica, líquida e de cor amarela que constitui o princípio ativo do tabaco. O seu nome deve-se ao diplomata francês Jean Nicot, que foi o difusor do tabaco na França. Embaixador francês em Lisboa, Jean Nicot trouxe esta planta de Portugal e a tornou conhecida no seu país. Existem evidências consideráveis de que a nicotina atua na promoção e progressão de diversos tipos de câncer, como de pulmão, mama, pâncreas, garganta, cérebro, entre outros.

## Efeitos
A nicotina exerce dois efeitos: um efeito estimulante exercido no locus ceruleus e um efeito de recompensa no sistema límbico.  A administração intravenosa de nicotina causa liberação de acetilcolina, noradrenalina, dopamina, serotonina, vasopressina, beta-endorfina e ACTH.  A nicotina é uma substância considerada altamente viciante.
Quando consumida por meio do tabaco o seu efeito manifesta-se de duas maneiras distintas: tem um efeito estimulante e, após algumas tragadas profundas, tem efeito tranquilizante, bloqueando o estresse. Seu uso causa dependência psíquica e física, provocando sensações desconfortáveis na abstinência. Possui alta toxicidade em doses excessivas, provocando náuseas, dor de cabeça, vômitos, convulsão, paralisia e até a morte. A dose letal (LD50) da nicotina é de 40 a 60 mg/kg em adultos.
Na indústria é obtida principalmente a partir da planta Nicotiana tabacum, sendo utilizada também na agricultura como um inseticida respiratório sob a forma de sulfato de nicotina e como vermífugo na pecuária. Pode, ainda, ser convertida para o ácido nicotínico e então ser usada como suplemento alimentar.
A nicotina presente no tabaco também está associada à redução da ingestão alimentar e peso por meio da ativação, no hipotálamo, de um grupo de neurônios que controlam a saciedade, sendo este um fator que dificulta a superação do vício em tabaco.

## A nicotina no cérebro
No exemplar de 22 de setembro de 1995 da revista Science, pesquisadores do Columbia-Presbyterian Medical Center publicaram um artigo revelando o mecanismo de ação da nicotina no Sistema Nervoso Central. Os pesquisadores identificaram um novo receptor, chamado de receptor nicotínico, que leva esse nome por ser ativado pela nicotina. Este receptor normalmente ativa-se com acetilcolina, mas na presença de nicotina é ativado também por esta.
O vício em tabaco é causado pelo aumento de dopamina nos circuitos de recompensa do cérebro tal como em outras drogas viciantes. Atualmente aceita-se a hipótese de que outros compostos no fumo do tabaco que não a nicotina sejam inibidores da monoamina oxidase (MAO), a enzima responsável pela degradação da dopamina no cérebro, ativa no circuito de recompensa.
A nicotina induz a liberação do neurotransmissor glutamato, um neurotransmissor excitatório envolvido na plasticidade sináptica, sendo esta uma das possíveis causas para o efeito da nicotina em melhorar a memória (embora não pela forma de tabaco, este um redutor da oxigenação cerebral).
Dois anos mais tarde, dois cientistas do National Institute of Environmental Health Sciences, em Washington D.C., descobriram que estes receptores, no hipocampo, estão associados aos processos de aprendizado e memória. Os cientistas também elaboraram um mecanismo molecular que pode ajudar a explicar algumas patologias, como algumas formas de epilepsia, doenças de Alzheimer e Parkinson, dependência à nicotina e depressão. Seu trabalho foi publicado em 1997 no Journal of Physiology.
As ações da nicotina ocorrem fundamentalmente através do sistema nervoso autônomo. Ocorre uma resposta bifásica, em geral com estímulo colinérgico inicial, seguido de antagonismo, dependendo das doses empregadas. Pequenas doses de nicotina agem nos gânglios do sistema nervoso autônomo, inicialmente como estímulo à neurotransmissão e subsequentemente como depressor. O uso de altas doses de nicotina tem rápido efeito estimulante, seguido de efeito depressor duradouro possivelmente tóxico.

## Usos medicinais
Ainda em fase de estudo, porém já com resultados relevantes, a nicotina tem sido apontada como de possível uso no tratamento de doenças degenerativas do cérebro, como o Alzheimer e Parkinson.